# Martín Rodríguez (tennis)
Pour les articles homonymes, voir Martin Rodriguez.
Martín Rodríguez, né le 18 décembre 1969 à Córdoba, est un joueur et entraîneur de tennis argentin.

## Biographie
Martín Rodríguez était un spécialiste du double. Il a remporté 6 tournois en double dont un avec Fernando González, joueur qu'il a ensuite entraîné.
Il a atteint deux fois les demi-finales de double de l'Open d'Australie avec Gastón Etlis.

## Palmarès

### Titres en double (6)
| No | Date       | Nom et lieu du tournoi                       | Catégorie   | Dotation  | Surface      | Partenaire        | Finalistes                     | Score            |          |
| -- | ---------- | -------------------------------------------- | ----------- | --------- | ------------ | ----------------- | ------------------------------ | ---------------- | -------- |
| 1  | 11-02-2002 | BellSouth Open by Rosen Viña del Mar         | Int' Series | 356 000 $ | Terre (ext.) | Gastón Etlis      | Lucas Arnold Ker Luis Lobo     | 6-3, 6-4         |          |
| 2  | 18-02-2002 | Copa AT&T Buenos Aires                       | Int' Series | 400 000 $ | Terre (ext.) | Gastón Etlis      | Simon Aspelin Andrew Kratzmann | 3-6, 6-3, [10-4] | Parcours |
| 3  | 18-08-2003 | TD Waterhouse Cup Long Island                | Int' Series | 355 000 $ | Dur (ext.)   | Robbie Koenig     | Martin Damm Cyril Suk          | 6-3, 7-64        |          |
| 4  | 12-04-2004 | Open de Tenis Comunidad Valenciana Valence   | Int' Series | 375 000 $ | Terre (ext.) | Gastón Etlis      | Feliciano López Marc López     | 7-5, 7-65        | Parcours |
| 5  | 04-04-2005 | Open de Tenis Comunidad Valenciana Valence   | Int' Series | 375 000 $ | Terre (ext.) | Fernando González | Lucas Arnold Ker Mariano Hood  | 6-4, 6-4         | Parcours |
| 6  | 22-08-2005 | Pilot Pen Tennis by Michelob Ultra New Haven | Int' Series | 650 000 $ | Dur (ext.)   | Gastón Etlis      | Rajeev Ram Bobby Reynolds      | 6-4, 6-3         | Parcours |

### Finales en double (8)
| No | Date       | Nom et lieu du tournoi                                     | Catégorie      | Dotation    | Surface      | Vainqueurs                       | Partenaire       | Score           |          |
| -- | ---------- | ---------------------------------------------------------- | -------------- | ----------- | ------------ | -------------------------------- | ---------------- | --------------- | -------- |
| 1  | 21-02-2000 | Abierto Mexicano Telcel Mexico                             | Series Gold    | 700 000 $   | Terre (ext.) | Byron Black Donald Johnson       | Gastón Etlis     | 6-3, 7-5        | Parcours |
| 2  | 29-01-2001 | Cerveza Club Colombia Open Bogota                          | Int' Series    | 350 000 $   | Terre (ext.) | Mariano Hood Sebastián Prieto    | André Sá         | 6-2, 6-4        |          |
| 3  | 09-02-2004 | BellSouth Open by Rosen Viña del Mar                       | Int' Series    | 308 000 $   | Terre (ext.) | Juan Ignacio Chela Gastón Gaudio | Nicolás Lapentti | 7-62, 7-63      | Parcours |
| 4  | 19-04-2004 | Tennis Masters Monte-Carlo Monte-Carlo                     | Masters Series | 2 200 000 $ | Terre (ext.) | Tim Henman Nenad Zimonjić        | Gastón Etlis     | 7-5, 6-2        | Parcours |
| 5  | 13-09-2004 | Millennium International Tennis Championships Delray Beach | Int' Series    | 355 000 $   | Dur (ext.)   | Leander Paes Radek Štěpánek      | Gastón Etlis     | 6-0, 6-3        | Parcours |
| 6  | 27-09-2004 | Campionati Internazionali di Sicilia Palerme               | Int' Series    | 355 000 $   | Terre (ext.) | Lucas Arnold Ker Mariano Hood    | Gastón Etlis     | 7-5, 6-2        | Parcours |
| 7  | 11-10-2004 | BA-CA Tennis Trophy Vienne                                 | Series Gold    | 658 000 $   | Dur (int.)   | Martin Damm Cyril Suk            | Gastón Etlis     | 64-7, 6-4, 7-64 | Parcours |
| 8  | 31-01-2005 | BellSouth Open by Rosen Viña del Mar                       | Int' Series    | 355 000 $   | Terre (ext.) | David Ferrer Santiago Ventura    | Gastón Etlis     | 6-3, 6-4        | Parcours |

## Résultats en Grand Chelem

### En double
| Année | Open d'Australie        | Open d'Australie               | Roland-Garros              | Roland-Garros                     | Wimbledon | Wimbledon | US Open | US Open |
| ----- | ----------------------- | ------------------------------ | -------------------------- | --------------------------------- | --------- | --------- | ------- | ------- |
| 2003  |                         |                                | 1/4 de finale Gastón Etlis | Paul Haarhuis Ievgueni Kafelnikov |           |           |         |         |
| 2004  | 1/2 finale Gastón Etlis | Michaël Llodra Fabrice Santoro |                            |                                   |           |           |         |         |

Sous le résultat, le partenaire ; à droite, l'ultime équipe adverse.